# Isa Alimusaj
Isa Alimusaj, född 1950 i Deçani i Jugoslavien, är en albansk konstnär.
Isa Alimusaj studerade för Muslim Mulliqi vid Akademin för figurativ konst i Pristina i Kosovo där han tog examen 1980. Isa Alimusaj studerade sedan för Aleksandar Luković vid konstakademin i Belgrad. Därefter reste han i Västeuropa.
Isa Alimusajs mediativa verk med en bisarr känsla ställdes ut i det forna Jugoslavien på 1980-talet.